# Böhme (motorfiets)
Böhme is een Duits historisch merk van motorfietsen.
De bedrijfsnaam was: Dr. Martin Böhme in Berlijn
Böhme hoorde tot de Berlijnse tweetakt-specialisten in de jaren twintig. Hij paste trapzuigers en waterkoeling toe in zijn motoren met liggende cilinder. Ze waren er in 123, 129, 173 en 246 cc. Bij exemplaren met waterkoeling was de radiateur rechtstreeks aan de cilinder bevestigd.
Böhme overleefde de ineenstorting van de Duitse motorfietsindustrie van 1925. Het merk begon toen zelfs juist met de productie. Ondanks de grote inflatie wist het tot de Grote Depressie van 1930 te overleven, maar toen verdween het merk van de markt.